# كيمونز ويلسون
كيمونز ويلسون Kemmons Wilson (ولد 5 يناير 1913 - توفي 12 فبراير 2003 ) هو مؤسس سلسلة فنادق هوليداي إن (Holiday Inn)

## النشأة
ولد كيمونز في مقاطعة ميسيسيبي، أركنسو بالولايات المتحدة وكان الطفل الوحيد لأبويه، كان والده يعمل بائع في شركة تأمين وقد توفى حين يلغ كيمونز تسع شهور وبعد ذلك انتقل هو والدته إلى مدينة ممفيس، تينيسي حيث ربته بمفردها

## روابط خارجية
- كيمونز ويلسون على موقع مونزينجر (الألمانية)
- كيمونز ويلسون على موقع إن إن دي بي (الإنجليزية)